# 未名社
未名社是中华民国一个文学社团，因《未名丛刊》而得名
。

## 历史
1925年8月，鲁迅、韦素园、韦丛芜、李霁野、台静农、曹靖华在北京建立未名社，出版《未名丛刊》。
1928年1月10日，《未名新集》半月刊开办，由北京未名出版社发行。
1928年4月，北洋政府认为未名社是“共产党机关”，一度查封。
1930月4月30日，《未名新集》半月刊停刊。

## 内容
未名社主要以翻译西方文学作品为主，主要国家和地区是俄国、英国、北欧地区国家。

## 代表人物
- 鲁迅，《朝花夕拾》
- 曹靖华，《果戈里小说》、《陀思妥耶夫斯基小说》、《安特列夫小说》、《望·霭覃小说》、爱·伦堡《烟袋》、拉夫列涅夫《第四十一》。
- 韦丛芜，《君山》
- 台静农，《地之子》、《建塔者》